# Lope Diaz I de Haro
Lope Díaz I de Haro (mort le 6 mai 1170) est le fils de Diego Lopez I de Haro et de Doña Almicena. Il a été quatrième Seigneur de Biscaye entre 1124 et 1170.

## Vie
Il a été fidèle à Urraca I de León et Castille tout comme l'avait été son père, ce pourquoi il n'a pas pu intervenir dans La Rioja, dont on avait autorisé le conjoint d'Urraca, Alphonse Ier d'Aragon. Même après le décès de celle-ci, son fils Alphonse réclamait le trône de Castille. À cette époque Lope a perdu la seigneurie sur les châteaux de Haro et de Buradón, sur les rives de l'Ebre, à la faveur des Aragonais.
En 1130, il s'installe avec toute sa famille à la ville de Nájera, où résideront aussi les successeurs de la seigneurie de Biscaye, jusqu'à l'entrée de la première femme dans celle-ci, après le décès de Diego Lopez V de Haro resté sans descendance. Dans cette ville il a amélioré l'hôpital de la Abadía, qu'avait commencé à construire le roi Alphonse VII.
Après le décès Alphonse d'Aragon en 1134 sans descendance, Lope, avec d'autres riojanos récupère le royaume de Nájera pour le restituer à Alphonse VII, roi de León. Comme récompense Alphonse lui accorde le titre de comte et sera confirmé dans la seigneurie de la ville de Haro. Ce titre figure par un privilège qui a été donné le 10 octobre 1134, dans lequel il donnait au Monastère de San Millán diverses églises et héritages, dans lequel il commençait à dire : 
"Lope Diaz confirma el qual por sus grandes ..."
"Lope Diaz confirme ceci par ses grands… »

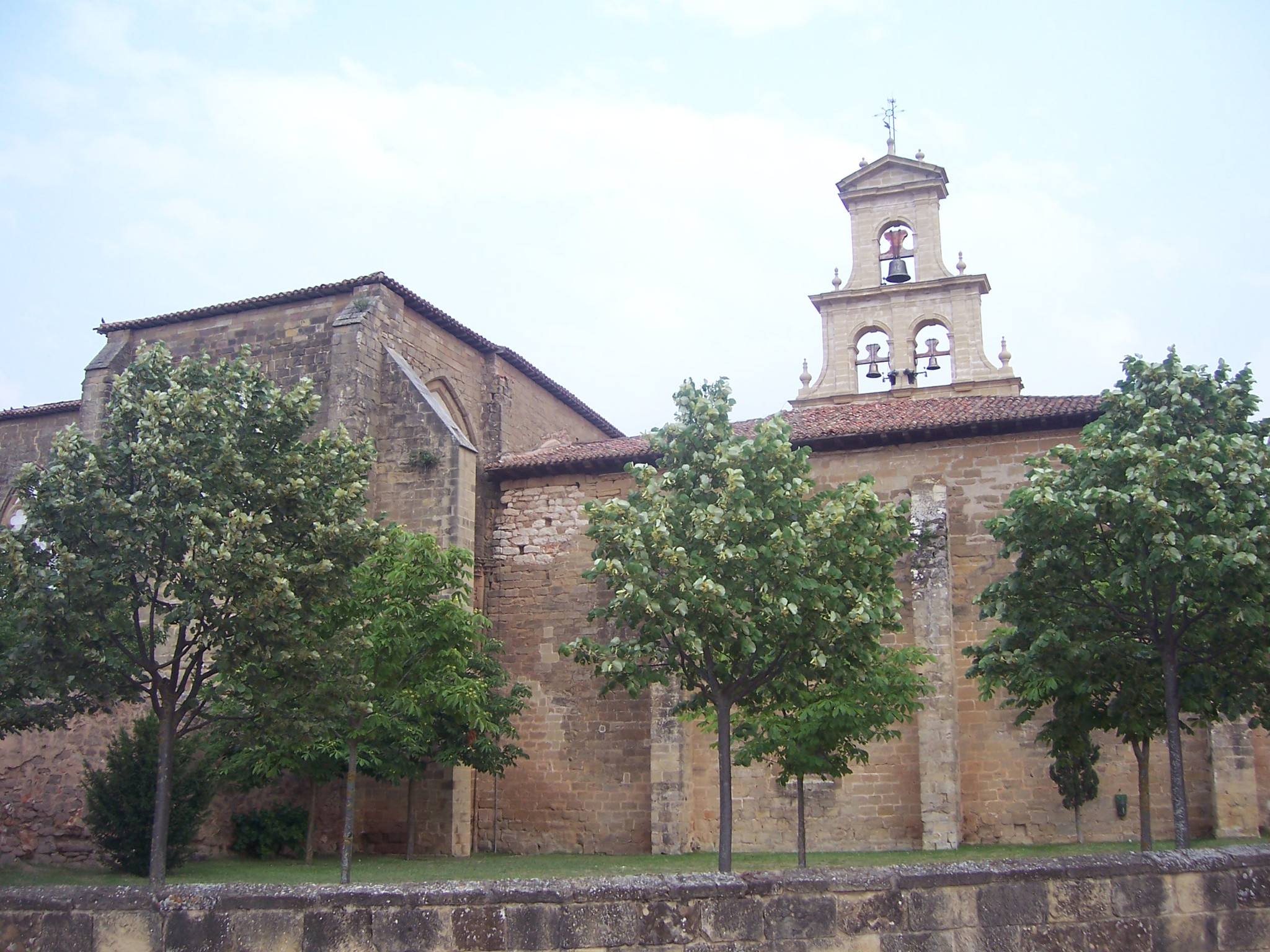
Extérieur du Monastère de Cañas

En 1141 on a accordé à Santo Domingo de la Calzada (La Rioja) le privilège de population, dans laquelle apparait Lope dans toute la documentation comme gouverneur de La Rioja.
Il a été nommé Alférez Real (Alférez royal), comme il apparaît depuis 1158.
Après le décès Alphonse VII, Lope a continué à servir ses successeurs. Le premier, Sancho le Désiré et seulement un an après Alphonse VIII de Castille, fils du précédent lequel avait seulement trois ans quand il a occupé le trône.
En 1163, profitant de la minorité d'Alfonso VIII, Sanche VI le Sabio occupe une partie du territoire riojan (La Rioja), laissant Logroño, Entrena, Navarrete, Ausejo, Autol, Quel et Resa dans les mains navarraises. Lope, en tant que gouverneur de La Rioja devait faire face en 1163 et 1167, et plus tard, à son héritier dans cette charge, son gendre Pedro Ruiz en 1174.
Il a frappé une monnaie appelée Lobis ou Lobres, en référence aux loups, symbole de sa lignée qui figuraient en elle-ci.
En 1169, lui et sa femme, ont fait don à des religieuses bénédictines de Santo Domingo de la Calzada des terres à Cañas, pour les aider à construire une abbaye avec la condition de se mettre à l'ordre cistercien. On a ainsi commencé à construire le Monastère de Santa María de San Salvador de Cañas.
Lope est allé en 1169 à la paroi de Zorita avec d'autres hommes, pour soutenir le roi Alphonse VIII, sans qu'il le lui ait demandé. Il ne laisse pas au roi lui verser aucun salaire par l'aide apportée, car il a eu en remerciement le gouvernement de ville de Nájera, en plus de le nommer par Comte de celle-ci.
Il décède en 1170 et sera enterré dans le cloître des chevaliers du Monastère Santa Maria la Real de Nájera.

## Surnoms
- Il s'est "autotitré" Conde (Comte) Don Lope Diaz de Haro, pour avoir résidé à la villa de Haro après qu'elle eut été rendue à son père. Le surnom "de Haro" sera utilisé depuis lors par ses descendants.
- Dans le livre Estoria de España du roi Alphonse X le Savant est référé comme Conde Don Lope de Navarre, parce qu'il était installé dans La Rioja, qui avait appartenu au Royaume de Navarre.
- Il est aussi nommé parfois Don Lope de Najera, car il gérait et gouvernait la ville de Nájera, d'une grande importance pour avoir été Cabeza du Reino (Tête du royaume).

## Descendance
Il a épousé Aldonza Rodriguez de Castro (appelée par certains Mencia) fille de Rui Fernández le Calvo (le chauve) et d'Estefanía Pérez de Trava, et aura les enfants :
- Diego Lopez II de Haro: son successeur.
- Lope López: Seigneur de Miranda de Ebro et d'Almenara, marié à Maria de Urgel.
- Alonso López de Haro: Comendeur de San Salvador de Soria, de l'Ordre de Calatrava.
- Martín López de Haro:
- Il a probablement eu un autre fils appelé Lope Díaz de Haro qui était évêque de Ségovie.
- Urraca Lopez de Haro: troisième femme du roi Don Fernando[10].
- Toda López de Haro: décédée le 1er décembre 1122.

## Héritage
À son décès on a réparti son patrimoine, laissant à son gendre Pedro Ruiz comme gouverneur de la Rioja Alta (Rioja supérieur). Son fils Lope López continuera avec la charge de "Merino Mayor" de Castille et son aîné Diego comme seigneur de Biscaye.